# Dansk Avis Omdeling
Dansk Avis Omdeling A/S (DAO) er et distributionsselskab, der ejes af JP/Politikens Hus, Jysk Fynske Medier og Berlingske Media, oprettet i 2005. DAO foretog deres første omdeling som avisbude tilbage i 1921.
Selskabet er Jyllands største morgendistributions-selskab for aviser, tidskrifter, publikationer, gratisaviser etc.[kilde mangler]
Udover avisomdeling er virksomheden involveret i pakkelevering og har pakkeshops over Danmark.

## Omdelinger
Blandt andet:
- Morgenavisen Jyllands-Posten
- Politiken
- Berlingske Tidende
- Jydske Vestkysten
- Århus Stiftstidende
- Randers Amtsavis
- Børsen
- Information
- Ekstra Bladet
- B.T.